# Comitato Olimpico Nazionale dello Zambia
Il Comitato Olimpico Nazionale dello Zambia (noto anche come National Olympic Committee of Zambia in inglese) è un'organizzazione sportiva zambiana, nata nel 1964 a Kitwe, Zambia.
Rappresenta questa nazione presso il Comitato Olimpico Internazionale (CIO) dal 1964 ed ha lo scopo di curare l'organizzazione ed il potenziamento dello sport in Zambia e, in particolare, la preparazione degli atleti zambiani, per consentire loro la partecipazione ai Giochi olimpici. L'organizzazione è, inoltre, membro dell'Associazione dei Comitati Olimpici Nazionali d'Africa.
L'attuale presidente dell'associazione è Miriam Moyo, mentre la carica di segretario generale è occupata da Hazel Kennedy.